# Atomic Kitten/Diskografie
Diese Diskografie ist eine Übersicht über die musikalischen Werke der britischen Girlgroup Atomic Kitten. Den Quellenangaben zufolge hat sie bisher mehr als zehn Millionen Tonträger verkauft, davon alleine in ihrer Heimat über 4,1 Millionen. Ihre erfolgreichste Veröffentlichung ist die Single Whole Again mit über zwei Millionen verkauften Einheiten.

## Alben

### Studioalben
| Jahr | Titel Musiklabel                                      | Höchstplatzierung, Gesamtwochen, AuszeichnungChartplatzierungen (Jahr, Titel, Musiklabel, Platzierungen, Wochen, Auszeichnungen, Anmerkungen) | Höchstplatzierung, Gesamtwochen, AuszeichnungChartplatzierungen (Jahr, Titel, Musiklabel, Platzierungen, Wochen, Auszeichnungen, Anmerkungen) | Höchstplatzierung, Gesamtwochen, AuszeichnungChartplatzierungen (Jahr, Titel, Musiklabel, Platzierungen, Wochen, Auszeichnungen, Anmerkungen) | Höchstplatzierung, Gesamtwochen, AuszeichnungChartplatzierungen (Jahr, Titel, Musiklabel, Platzierungen, Wochen, Auszeichnungen, Anmerkungen) | Anmerkungen                                                   |
| Jahr | Titel Musiklabel                                      | DE | AT | CH | UK | Anmerkungen                                                   |
| ---- | ----------------------------------------------------- | --- | --- | --- | --- | ------------------------------------------------------------- |
| 2000 | Right Now Innocent Records • Virgin Records (EMI)     | DE6 Gold · (24 Wo.)DE | AT8 (25 Wo.)AT | CH4 Gold · (35 Wo.)CH | UK1 ×2Doppelplatin · (55 Wo.)UK | Erstveröffentlichung: 21. Mai 2000 Verkäufe: + 815.000        |
| 2002 | Feels So Good Innocent Records • Virgin Records (EMI) | DE6 Gold · (30 Wo.)DE | AT3 Gold · (21 Wo.)AT | CH7 Gold · (20 Wo.)CH | UK1 ×2Doppelplatin · (35 Wo.)UK | Erstveröffentlichung: 9. September 2002 Verkäufe: + 1.085.000 |
| 2003 | Ladies Night Innocent Records • Virgin Records (EMI)  | DE12 (14 Wo.)DE | AT10 Gold · (14 Wo.)AT | CH11 (13 Wo.)CH | UK5 Platin · (14 Wo.)UK | Erstveröffentlichung: 7. November 2003 Verkäufe: + 322.500    |

### Kompilationen
| Jahr | Titel Musiklabel                                          | Höchstplatzierung, Gesamtwochen, AuszeichnungChartplatzierungen (Jahr, Titel, Musiklabel, Platzierungen, Wochen, Auszeichnungen, Anmerkungen) | Höchstplatzierung, Gesamtwochen, AuszeichnungChartplatzierungen (Jahr, Titel, Musiklabel, Platzierungen, Wochen, Auszeichnungen, Anmerkungen) | Höchstplatzierung, Gesamtwochen, AuszeichnungChartplatzierungen (Jahr, Titel, Musiklabel, Platzierungen, Wochen, Auszeichnungen, Anmerkungen) | Höchstplatzierung, Gesamtwochen, AuszeichnungChartplatzierungen (Jahr, Titel, Musiklabel, Platzierungen, Wochen, Auszeichnungen, Anmerkungen) | Anmerkungen                                             |
| Jahr | Titel Musiklabel                                          | DE | AT | CH | UK | Anmerkungen                                             |
| ---- | --------------------------------------------------------- | --- | --- | --- | --- | ------------------------------------------------------- |
| 2003 | Atomic Kitten Innocent Records • Virgin Records           | — | — | — | — | Erstveröffentlichung: 22. April 2003 Verkäufe: + 7.500  |
| 2004 | The Greatest Hits Innocent Records • Virgin Records (EMI) | DE35 (7 Wo.)DE | AT24 (6 Wo.)AT | CH61 (5 Wo.)CH | UK5 Gold · (11 Wo.)UK | Erstveröffentlichung: 2. April 2004 Verkäufe: + 107.500 |
| 2005 | The Collection Virgin Records (EMI)                       | — | — | — | UK— SilberUK | Erstveröffentlichung: 2. Mai 2005 Verkäufe: + 60.000    |
| 2007 | The Essential Virgin Records (EMI)                        | — | — | — | — | Erstveröffentlichung: 30. November 2007                 |
| 2015 | Whole Again: The Best Of Spectrum Records (UMG)           | — | — | — | — | Erstveröffentlichung: 20. November 2015                 |

### Remixalben
| Jahr | Titel Musiklabel                                                              | Anmerkungen                        |
| ---- | ----------------------------------------------------------------------------- | ---------------------------------- |
| 2005 | Access All Areas: Remixed and B-Sides Innocent Records • Virgin Records (EMI) | Erstveröffentlichung: 13. Mai 2005 |

## Singles

### Als Leadmusikerinnen
| Jahr | Titel Album                                                                           | Höchstplatzierung, Gesamtwochen, AuszeichnungChartplatzierungen (Jahr, Titel, Album, Platzierungen, Wochen, Auszeichnungen, Anmerkungen) | Höchstplatzierung, Gesamtwochen, AuszeichnungChartplatzierungen (Jahr, Titel, Album, Platzierungen, Wochen, Auszeichnungen, Anmerkungen) | Höchstplatzierung, Gesamtwochen, AuszeichnungChartplatzierungen (Jahr, Titel, Album, Platzierungen, Wochen, Auszeichnungen, Anmerkungen) | Höchstplatzierung, Gesamtwochen, AuszeichnungChartplatzierungen (Jahr, Titel, Album, Platzierungen, Wochen, Auszeichnungen, Anmerkungen) | Anmerkungen                                                                       | [↑]: gemeinsam behandelt mit vorhergehendem Eintrag; [←]: in beiden Charts platziert |
| Jahr | Titel Album                                                                           | DE | AT | CH | UK | Anmerkungen                                                                       |                                                                                      |
| ---- | ------------------------------------------------------------------------------------- | --- | --- | --- | --- | --------------------------------------------------------------------------------- | ------------------------------------------------------------------------------------ |
| 1999 | Right Now                                                                             | — | — | — | UK10 (11 Wo.)UK | Erstveröffentlichung: 29. November 1999                                           |                                                                                      |
| 2000 | See Ya Right Now                                                                      | — | — | — | UK6 (10 Wo.)UK | Erstveröffentlichung: 13. März 2000                                               |                                                                                      |
| 2000 | I Want Your Love Right Now                                                            | — | — | — | UK10 (5 Wo.)UK | Erstveröffentlichung: 5. Juni 2000                                                |                                                                                      |
| 2000 | Follow Me Right Now                                                                   | — | — | — | UK20 (6 Wo.)UK | Erstveröffentlichung: 9. Oktober 2000                                             |                                                                                      |
| 2001 | Whole Again Right Now                                                                 | DE1 Platin · (26 Wo.)DE | AT1 Gold · (30 Wo.)AT | CH2 Gold · (34 Wo.)CH | UK1 ×2Doppelplatin · (30 Wo.)UK | Erstveröffentlichung: 29. Januar 2001 Verkäufe: + 2.045.000                       |                                                                                      |
| 2001 | Eternal Flame Right Now                                                               | DE5 (14 Wo.)DE | AT3 (17 Wo.)AT | CH9 (19 Wo.)CH | UK1 Gold · (20 Wo.)UK | Erstveröffentlichung: 17. Juli 2001 Verkäufe: + 695.000; Original: The Bangles    |                                                                                      |
| 2001 | You Are Right Now                                                                     | DE61 (9 Wo.)DE | AT46 (7 Wo.)AT | CH40 (16 Wo.)CH | UK90 (1 Wo.)UK | Erstveröffentlichung: 26. November 2001                                           |                                                                                      |
| 2002 | It’s OK! Feels So Good                                                                | DE18 (15 Wo.)DE | AT9 (22 Wo.)AT | CH7 (23 Wo.)CH | UK3 Silber · (13 Wo.)UK | Erstveröffentlichung: 20. Mai 2002 Verkäufe: + 200.000                            |                                                                                      |
| 2002 | The Tide Is High (Get the Feeling) Feels So Good                                      | DE3 (13 Wo.)DE | AT3 (18 Wo.)AT | CH4 (18 Wo.)CH | UK1 Platin · (16 Wo.)UK | Erstveröffentlichung: 23. August 2002 Verkäufe: + 695.000; Original: The Paragons |                                                                                      |
| 2002 | The Last Goodbye Feels So Good                                                        | DE28 (9 Wo.)DE | AT13 (13 Wo.)AT | CH28 (14 Wo.)CH | UK2 (12 Wo.)UK | Erstveröffentlichung: 25. November 2002                                           |                                                                                      |
| 2002 | Be with You Feels So Good                                                             | DE36 (9 Wo.)DE | AT34 (12 Wo.)AT | CH39 (8 Wo.)CH[UK: ↑] | UK2 (12 Wo.)UK | Erstveröffentlichung: 25. November 2002 Original: ELO – Last Train to London      |                                                                                      |
| 2003 | Love Doesn’t Have to Hurt Feels So Good                                               | — | — | — | UK4 (14 Wo.)UK | Erstveröffentlichung: 31. März 2003                                               |                                                                                      |
| 2003 | If You Come to Me Ladies Night                                                        | DE10 (12 Wo.)DE | AT6 (14 Wo.)AT | CH10 (15 Wo.)CH | UK3 (11 Wo.)UK | Erstveröffentlichung: 27. Oktober 2003                                            |                                                                                      |
| 2003 | Ladies Night                                                                          | DE33 (7 Wo.)DE | AT32 (7 Wo.)AT | CH38 (5 Wo.)CH | UK8 (13 Wo.)UK | Erstveröffentlichung: 15. Dezember 2003 feat. Kool & the Gang                     |                                                                                      |
| 2004 | Someone like Me / Right Now 2004 Ladies Night / The Greatest Hits                     | DE67 (6 Wo.)DE | — | CH42 (4 Wo.)CH | UK8 (9 Wo.)UK | Erstveröffentlichung: 29. März 2004                                               |                                                                                      |
| 2005 | Cradle 2005 The Greatest Hits                                                         | — | — | — | UK10 (4 Wo.)UK | Erstveröffentlichung: 14. Februar 2005                                            |                                                                                      |
| 2006 | All Together Now (Strong Together) Goleo VI Presents His Worldcup Hits 2006 (Sampler) | DE16 (9 Wo.)DE | AT35 (8 Wo.)AT | CH42 (5 Wo.)CH | — | Erstveröffentlichung: 16. Juni 2006 mit Goleo VI; Original: The Farm              |                                                                                      |
| 2008 | Anyone Who Had a Heart Liverpool – The Number Ones Album (Sampler)                    | — | — | — | UK77 (1 Wo.)UK | Erstveröffentlichung: 27. Januar 2008 Original: Cilla Black                       |                                                                                      |
| 2021 | Southgate You’re the One (Football’s Coming Home Again) –                             | — | — | — | UK14 (2 Wo.)UK | Erstveröffentlichung: 6. Juli 2021 Original: Atomic Kitten – Whole Again          |                                                                                      |

### Als Gastmusikerinnen
| Jahr | Titel Album                             | Höchstplatzierung, Gesamtwochen, AuszeichnungChartplatzierungen (Jahr, Titel, Album, Platzierungen, Wochen, Auszeichnungen, Anmerkungen) | Höchstplatzierung, Gesamtwochen, AuszeichnungChartplatzierungen (Jahr, Titel, Album, Platzierungen, Wochen, Auszeichnungen, Anmerkungen) | Höchstplatzierung, Gesamtwochen, AuszeichnungChartplatzierungen (Jahr, Titel, Album, Platzierungen, Wochen, Auszeichnungen, Anmerkungen) | Höchstplatzierung, Gesamtwochen, AuszeichnungChartplatzierungen (Jahr, Titel, Album, Platzierungen, Wochen, Auszeichnungen, Anmerkungen) | Anmerkungen                                                                                  |
| Jahr | Titel Album                             | DE | AT | CH | UK | Anmerkungen                                                                                  |
| ---- | --------------------------------------- | --- | --- | --- | --- | -------------------------------------------------------------------------------------------- |
| 2013 | I Wish It Could Be Christmas Everyday – | — | — | — | UK13 (1 Wo.)UK | Erstveröffentlichung: 15. Dezember 2013 als Teil des The-Big-Reunion-Casts Original: Wizzard |

## Videoalben und Musikvideos

### Videoalben
| Jahr | Titel Musiklabel                                                                | Höchstplatzierung, Gesamtwochen, AuszeichnungChartplatzierungen (Jahr, Titel, Musiklabel, Platzierungen, Wochen, Auszeichnungen, Anmerkungen) | Höchstplatzierung, Gesamtwochen, AuszeichnungChartplatzierungen (Jahr, Titel, Musiklabel, Platzierungen, Wochen, Auszeichnungen, Anmerkungen) | Höchstplatzierung, Gesamtwochen, AuszeichnungChartplatzierungen (Jahr, Titel, Musiklabel, Platzierungen, Wochen, Auszeichnungen, Anmerkungen) | Höchstplatzierung, Gesamtwochen, AuszeichnungChartplatzierungen (Jahr, Titel, Musiklabel, Platzierungen, Wochen, Auszeichnungen, Anmerkungen) | Anmerkungen                                                 |
| Jahr | Titel Musiklabel                                                                | DE | AT | CH | UK | Anmerkungen                                                 |
| ---- | ------------------------------------------------------------------------------- | --- | --- | --- | --- | ----------------------------------------------------------- |
| 2001 | So Far So Good Virgin Records (UMG)                                             | — | — | — | UK11 (14 Wo.)UK | Erstveröffentlichung: 26. November 2001                     |
| 2002 | Right Here, Right Now Eagle Vision                                              | — | — | — | UK1 Gold · (22 Wo.)UK | Erstveröffentlichung: 30. September 2002 Verkäufe: + 25.000 |
| 2003 | Be with Us (A Year with …) Innocent Records • Virgin Records (EMI)              | — | — | — | UK17 Gold · (10 Wo.)UK | Erstveröffentlichung: 1. Dezember 2003 Verkäufe: + 25.000   |
| 2004 | The Greatest Hits Live at Wembley Arena Innocent Records • Virgin Records (EMI) | — | — | — | UK1 (8 Wo.)UK | Erstveröffentlichung: 19. April 2004                        |

### Musikvideos
| Jahr | Titel                                 | Regisseur(e)                                       |
| ---- | ------------------------------------- | -------------------------------------------------- |
| 1999 | Right Now                             | Phil Griffin                                       |
| 2000 | See Ya                                | Katie Bell                                         |
| 2000 | Cradle                                | Alexander Hemming                                  |
| 2000 | I Want Your Love                      | Phil Griffin                                       |
| 2000 | Follow Me                             | Alexander Hemming                                  |
| 2001 | Whole Again                           | Phil Griffin (EU-Version) Trey Fanjoy (US-Version) |
| 2001 | Eternal Flame                         | Phil Griffin (2 Versionen)                         |
| 2001 | You Are                               | Phil Griffin                                       |
| 2002 | It’s OK!                              | Jake Nava                                          |
| 2002 | The Tide Is High (Get the Feeling)    | Jake Nava                                          |
| 2002 | The Last Goodbye                      | Jake Nava                                          |
| 2002 | Be with You                           | Jake Nava                                          |
| 2003 | Love Doesn’t Have to Hurt             | Phil Griffin                                       |
| 2003 | If You Come to Me                     | Adam Townley                                       |
| 2003 | Ladies Night                          | Cameron Casey                                      |
| 2004 | Someone like Me                       |                                                    |
| 2004 | Right Now 2004                        | Mike Cockayne                                      |
| 2005 | Cradle 2005                           | Mike Cockayne                                      |
| 2006 | All Together Now (Strong Together)    |                                                    |
| 2008 | Anyone Who Had a Heart                |                                                    |
| 2013 | I Wish It Could Be Christmas Everyday |                                                    |

## Sonderveröffentlichungen

### Alben
| Jahr | Titel Musiklabel                           | Anmerkungen                                                                      |
| ---- | ------------------------------------------ | -------------------------------------------------------------------------------- |
| 2003 | Feels So Good / Right Now Virgin Records   | Erstveröffentlichung: 2003 Teil der „2-CD-Originals“-Reihe                       |
| 2004 | Beautiful Cover Hits Virgin Records        | Erstveröffentlichung: 2004 Mini-Kompilation; Veröffentlichung nur in Japan       |
| 2012 | The Essential Collection Music Club Deluxe | Erstveröffentlichung: 13. Februar 2012 Teil der „The-Essential-Collection“-Reihe |

### Lieder
| Jahr | Titel Album                                                                             | Anmerkungen |
| ---- | --------------------------------------------------------------------------------------- | --- |
| 2002 | Shame, Shame, Shame Together                                                            | Erstveröffentlichung: 20. Mai 2002 Lulu feat. Atomic Kitten Original: Shirley & Company                           |
| 2002 | Good Vibrations Party at the Palace – The Queen’s Concerts, Buckingham Palace (Sampler) | Erstveröffentlichung: 2002 Brian Wilson feat. Atomic Kitten, Emma Bunton & Cliff Richard Original: The Beach Boys |
| 2013 | I Wish It Could Be Christmas Everyday –                                                 | Erstveröffentlichung: 15. Dezember 2013 als Teil des The-Big-Reunion-Casts Original: Wizzard                      |

| Jahr | Titel Album                                                                         | Anmerkungen |
| ---- | ----------------------------------------------------------------------------------- | --- |
| 2002 | Dancing in the Street Party at the Palace – The Queen’s Concerts, Buckingham Palace | Erstveröffentlichung: 2002 Original: Martha & the Vandellas                                                       |
| 2002 | Good Vibrations Party at the Palace – The Queen’s Concerts, Buckingham Palace       | Erstveröffentlichung: 2002 Brian Wilson feat. Atomic Kitten, Emma Bunton & Cliff Richard Original: The Beach Boys |
| 2006 | All Together Now (Strong Together) Goleo VI Presents His Worldcup Hits 2006         | Erstveröffentlichung: 28. April 2006 mit Goleo VI; Original: The Farm                                             |
| 2008 | Anyone Who Had a Heart Liverpool – The Number Ones Album                            | Erstveröffentlichung: 4. Februar 2008 Original: Cilla Black                                                       |

| Jahr | Titel Soundtrack zu                                    | Anmerkungen                                                                 |
| ---- | ------------------------------------------------------ | --------------------------------------------------------------------------- |
| 2000 | Cradle Maybe Baby                                      | Erstveröffentlichung: 2000                                                  |
| 2000 | Locomotion Thomas, die fantastische Lokomotive         | Erstveröffentlichung: 1. August 2000 Original: Little Eva – The Loco-Motion |
| 2000 | See Ya (Radio Mix) Girls United                        | Erstveröffentlichung: 22. August 2000                                       |
| 2003 | The Tide Is High (Get the Feeling) Popstar auf Umwegen | Erstveröffentlichung: 22. April 2003 Original: The Paragons                 |
| 2004 | Ladies Night Bekenntnisse einer Highschool-Diva        | Erstveröffentlichung: 17. Februar 2004 feat. Kool & the Gang                |
| 2004 | Ladies Night The Simple Life 2 – Road Trip             | Erstveröffentlichung: 15. Juni 2004 feat. Kool & the Gang                   |
| 2005 | (I Wanna Be) Like Other Girls Mulan 2                  | Erstveröffentlichung: 25. Januar 2005                                       |

## Promoveröffentlichungen
| Jahr | Titel Album                                                                         | Anmerkungen                                                 |
| ---- | ----------------------------------------------------------------------------------- | ----------------------------------------------------------- |
| 2000 | Daydream Believer Right Now (Japanese Edition)                                      | Erstveröffentlichung: 2000 Original: The Monkees            |
| 2000 | Cradle Right Now                                                                    | Erstveröffentlichung: 2000                                  |
| 2000 | Do What You Want Right Now                                                          | Erstveröffentlichung: 2000                                  |
| 2001 | Dancing in the Street Party at the Palace – The Queen’s Concerts, Buckingham Palace | Erstveröffentlichung: 2001 Original: Martha & the Vandellas |

## Statistik

### Chartauswertung
|                     | DE    | AT    | CH    | UK    |
| ------------------- | ----- | ----- | ----- | ----- |
| Nummer-eins-Alben   | DE—DE | AT—AT | CH—CH | UK2UK |
| Top-10-Alben        | DE2DE | AT3AT | CH2CH | UK4UK |
| Alben in den Charts | DE4DE | AT4AT | CH4CH | UK4UK |

|                       | DE     | AT     | CH     | UK     |
| --------------------- | ------ | ------ | ------ | ------ |
| Nummer-eins-Singles   | DE1DE  | AT1AT  | CH—CH  | UK3UK  |
| Top-10-Singles        | DE4DE  | AT5AT  | CH5CH  | UK13UK |
| Singles in den Charts | DE11DE | AT10AT | CH11CH | UK19UK |

|                          | DE    | AT    | CH    | UK    |
| ------------------------ | ----- | ----- | ----- | ----- |
| Nummer-eins-Videoalben   | DE—DE | AT—AT | CH—CH | UK2UK |
| Top-10-Videoalben        | DE—DE | AT—AT | CH—CH | UK2UK |
| Videoalben in den Charts | DE—DE | AT—AT | CH—CH | UK4UK |

### Auszeichnungen für Musikverkäufe
| Goldene Schallplatte - Belgien - 2001: für die Single Whole Again - 2001: für die Single Eternal Flame - Dänemark - 2001: für das Album Right Now - 2024: für die Single Whole Again - Frankreich - 2002: für die Single Eternal Flame - Neuseeland - 2001: für die Single Eternal Flame - 2003: für das Album Atomic Kitten - 2003: für das Album Ladies Night - 2004: für das Album Greatest Hits - Niederlande - 2002: für das Album Feels So Good - Schweden - 2001: für die Single Whole Again - 2001: für die Single Eternal Flame - 2002: für die Single The Tide Is High (Get the Feeling) | Platin-Schallplatte - Australien - 2002: für die Single The Tide Is High (Get the Feeling) - 2003: für das Album Feels So Good - Europa - 2002: für das Album Feels So Good - Neuseeland - 2001: für das Album Right Now - 2002: für das Album Feels So Good - 2002: für die Single The Tide Is High (Get the Feeling) - Niederlande - 2001: für die Single Whole Again 2× Platin-Schallplatte - Australien - 2001: für die Single Whole Again - Neuseeland - 2001: für die Single Whole Again |

Anmerkung: Auszeichnungen in Ländern aus den Charttabellen bzw. Chartboxen sind in ebendiesen zu finden.
| Land/RegionAuszeichnungen für Musikverkäufe (Land/Region, Auszeichnungen, Verkäufe, Quellen) | Silber     | Gold       | Platin       | Verkäufe    | Quellen                   |
| -------------------------------------------------------------------------------------------- | ---------- | ---------- | ------------ | ----------- | ------------------------- |
| Australien (ARIA)                                                                            | —          | —          | 4× Platin4   | 280.000     | aria.com.au               |
| Belgien (BRMA)                                                                               | —          | 2× Gold2   | —            | 50.000      | ultratop.be               |
| Dänemark (IFPI)                                                                              | —          | 2× Gold2   | —            | 70.000      | hitlisten.nu              |
| Deutschland (BVMI)                                                                           | —          | 2× Gold2   | Platin1      | 800.000     | musikindustrie.de         |
| Europa (IFPI)                                                                                | —          | —          | Platin1      | (1.000.000) | ifpi.org                  |
| Frankreich (SNEP)                                                                            | —          | Gold1      | —            | 250.000     | snepmusique.com           |
| Neuseeland (RMNZ)                                                                            | —          | 4× Gold4   | 5× Platin5   | 87.500      | aotearoamusiccharts.co.nz |
| Niederlande (NVPI)                                                                           | —          | Gold1      | Platin1      | 100.000     | nvpi.nl                   |
| Österreich (IFPI)                                                                            | —          | 3× Gold3   | —            | 65.000      | ifpi.at                   |
| Schweden (IFPI)                                                                              | —          | 3× Gold3   | —            | 45.000      | sverigetopplistan.se      |
| Schweiz (IFPI)                                                                               | —          | 3× Gold3   | —            | 65.000      | hitparade.ch              |
| Vereinigtes Königreich (BPI)                                                                 | 2× Silber2 | 4× Gold4   | 8× Platin8   | 4.110.000   | bpi.co.uk                 |
| Insgesamt                                                                                    | 2× Silber2 | 25× Gold25 | 20× Platin20 |             |                           |